# Михайлов, Павел Владимирович
Павел Владимирович Михайлов (род. 26 марта 1963, Хабаровск, Хабаровский край, РСФСР, СССР) — военный и государственный деятель Приднестровской Молдавской Республики и России. Начальник Главного штаба Вооружённых сил Приднестровской Молдавской Республики — Первый заместитель министра обороны Приднестровской Молдавской Республики с 7 сентября 2020. Генерал-майор.

## Биография
Родился 26 марта 1963 года в городе Хабаровск.
Учился в школе № 54 г. Хабаровск, затем в СШ № 9 г. Тирасполь.
В 1984 году окончил Одесское высшее артиллерийское командное ордена Ленина училище им. М. В. Фрунзе.
С 1984 по 2003 годы проходил службу в Вооруженных силах СССР, РФ и ПМР: в Группе Советских войск в Германии, в Республике Афганистан, Туркестанском военном округе, в Самаре и в Тирасполе.
С 2005 по 2013 годы проходил службу в органах внутренних дел ПМР. Занимал должности командира ОБРОН «Днестр» и начальника военной кафедры ТЮИ им. М. И. Кутузова.
16 февраля 2013 года Указом Президента ПМР был назначен на должность заместителя министра обороны по Миротворческим силам.
4 сентября 2020 года Указом Президента ПМР назначен на должность начальника Главного штаба Вооруженных сил — первого заместителя министра обороны ПМР.

## Награды
Отмечен государственными и ведомственными наградами: полный кавалер Ордена «За службу Родине в Вооруженных силах Приднестровской Молдавской Республики», награждён медалью «За безупречную службу» II и III степени, медалью «Участнику миротворческой операции в Приднестровье», а также рядом других наград.
Победитель государственного художественно-публицистического конкурса «Человек года — 2019» в номинации «Честь и доблесть».
Звание — генерал-майор[когда?].